# Gerhard Waibel (Rennfahrer)
Gerhard Waibel (* 17. Dezember 1958) ist ein ehemaliger deutscher Motorradrennfahrer, der in den 1980er Jahren in der kleinen Klasse (erst bis 50 cm³, später bis 80 cm³) erfolgreich war.
Waibel war fünf Mal Deutscher Meister, gewann vier Grand-Prix-Rennen und belegte zwei zweite und fünf dritte Plätze. In der Motorrad-Weltmeisterschaft konnte Waibel nach drei fünften Plätzen (1984 bis 1986) im Jahr 1987 den dritten Platz belegen.
Sein Bruder Alfred Waibel (* 4. August 1957) war ebenfalls Motorradrennfahrer und von 1979 bis 1988 sechs Mal Deutscher Meister in der 125-cm³-Klasse.

## Erfolge
- 1979: 1. Platz GP von Deutschland in Hockenheim (50 cm³, Kreidler)
- 1983: 1. Platz Deutsche Meisterschaft (80 cm³ und 125 cm³)
- 1984
  - 3. Platz GP GP von Österreich am Salzburgring und Nürburgring (80 cm³, Real-Seel)
  - 1. Platz GP von Italien in Mugello (80 cm³, Real-Seel)
  - 1. Platz Deutsche Meisterschaft (80 cm³ und 125 cm³)
- 1985: 2. Platz GP von Deutschland in Hockenheim (80 cm³, Real-Seel)
- 1986: 1. Platz GP von Deutschland in Hockenheim (80 cm³, Real-Krauser)
- 1986: 1. Platz Deutsche Meisterschaft (80 cm³)
- 1987
  - 1. Platz GP von Deutschland in Hockenheim (80 cm³, Krauser)
  - 2. Platz GP von Österreich am Salzburgring (80 cm³, Krauser)
  - 3. Platz GP von Großbritannien in Donington Park (80 cm³, Krauser)
  - 3. Platz GP der Tschechoslowakei in  Brünn (80 cm³, Krauser)
  - 3. Platz GP von Spanien in Jarama (80 cm³, Krauser)
  - 3. WM-Platz